# LZ 62
Der Zeppelin LZ 62 war das 69. Luftschiff des Grafen Zeppelin und das 25. Luftschiff für die Kaiserliche Marine, wo es L 30 bezeichnet wurde.

## Geschichte
L 30 war das Typschiff der Klasse „R“, der sogenannten Superzeppeline mit zwei zusätzlichen Motorgondeln mit Druckpropellern seitlich versetzt unter der Rumpfmitte. Der Rumpf war nun einer schlanken Tropfenform angenähert, die sowohl geringeren Luftwiderstand als auch erhöhtes Traggasvolumen gewährleistete. Der neue Typ war 20 Meter länger als das Vorgängermodell, hatte einen erheblich vergrößerten Durchmesser. Der neue Typ hatte eine fast verdoppelte Nutzlast mit jetzt 32,5 t. Der Bau des größeren Modells mit erheblichen Veränderungen führte zu einer längeren Bauzeit; dazu fertigten inzwischen mehrere Zeppelinwerften Luftschiffe, so dass sich Baunummern und Kennungen nicht nur unterschieden, sondern auch nicht mehr exakt die Reihenfolge der Fertigstellung und der Übernahme darstellten. So waren vor LZ 62 schon LZ 63 bis LZ 69 fertiggestellt worden. Darüber hinaus entschied die Marine, dem ersten „Superzeppelin“ die Kennung L 30 zu geben, obwohl sie bis dahin erst 24 Zeppeline abgenommen hatte.

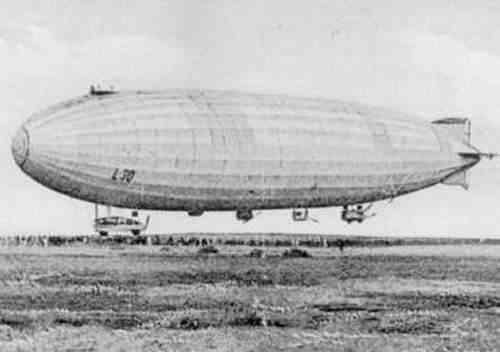
L30 vor der Abfahrt, man beachte den oberen MG-Stand

LZ 62 führte seine erste Fahrt am 28. Mai 1916 durch und wurde als L 30 im Juli 1916 in Dienst gestellt. Erster Kommandant des Luftschiffs wurde Oberleutnant zur See von Buttlar, der schon L 6 und L 11 kommandiert hatte.
Das anfangs in Nordholz stationierte Schiff, wurde ab dem 21. August von Ahlhorn aus eingesetzt. Am 11. Januar 1917 wurde Oberleutnant zur See Kurt Friemel (* 1889) neuer Kommandant, der mit dem Schiff Anfang April 1917 nach Tondern verlegte. Dort übernahm am 20. April 1917 der Oberleutnant zur See Heinz Bödecker (* 1887) das Kommando über L 30, der das Luftschiff schon Anfang Mai nach Seerappen bei Königsberg verlegte. Dort blieb das Luftschiff bis zum Herbst 1917 zusammen mit L 37 und vier Heeres-Luftschiffen, die vorrangig zur Aufklärung eingesetzt wurden.
L 30 führte 31 Aufklärungsfahrten und 10 Angriffsfahrten durch und warf dabei 23.305 kg Bomben ab. Nur L 30 und L 31 konnten noch an die „Erfolge“ der Vorgängermodelle anknüpfen und brachten zusammen rund 42 Tonnen Bomben an den Gegner. L 31 wurde allerdings schon am 2. Oktober 1916 nach nicht mal drei Monaten Dienstzeit brennend über London abgeschossen. Danach sank der Durchschnittswert pro Schiff auf etwa 5 t. Von den sechs Motoren saß einer am Ende der Führergondel, zwei weitere in Einzelgondeln in der Rumpfmitte und drei in der hinteren Gondel. Hier trieben sie eine Druckluftschraube am Gondelende an sowie über Fernwellen und Kegelradgetriebe zwei Propeller an den Seiten des Schiffskörpers. Mit zehn Maschinengewehren, davon drei oben auf dem Schiffsrumpf, verfügten L 30 und ihre Schwesterschiffe über eine verstärkte Abwehrkraft und konnten fast fünf Tonnen Bomben mitführen.
Diese großen Schiffe waren am Boden nur schwer zu handhaben und benötigten große Hilfsmannschaften. Dem Heer standen keine ausreichend großen Hallen zur Verfügung, so das nur zwei Schiffe übernommen wurden. Stattdessen hielt man hier am veralteten Typ Klasse „Q“ fest der bis Ende 1917 parallel zum Typ „r“ gefertigt wurde.

## Schwesterschiffe
Der Typ r war nach der P-Klasse der zweitmeistgebaute Typ der Zeppelin-Werke.
Vom Typ r wurden 17 Einheiten hergestellt. Von diesen Schiffen erlebten nur sechs das Kriegsende (L 30, L 35, L 37, L 41, LZ 113, LZ 120). Drei wurden durch Jagdflieger brennend abgeschossen (L 31 am 2. Oktober 1916, L 32 am 24. September 1916, L 34 am 28. November 1916), L 39 durch Flak. L 47 verbrannte in seiner Halle und der Rest ging bei Notlandungen nach Beschuss zu Bruch. Das Schwesterschiff L 33 strandete nach einem gemeinsamen Geschwaderangriff in England, wurde vermessen und diente als Vorbild für die R34, die als erstes Luftschiff den Atlantik überquerte.

## Verbleib

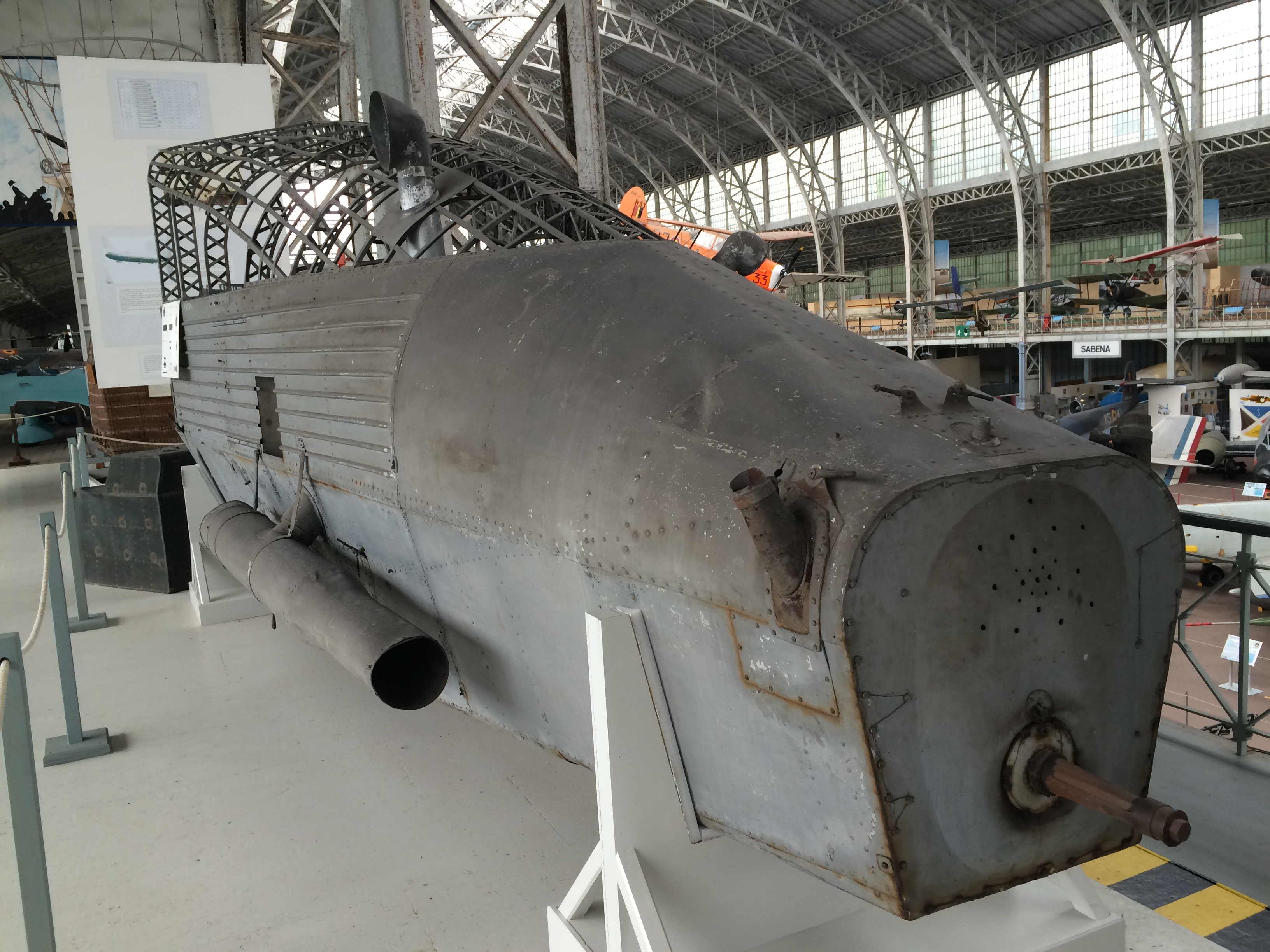
Erhaltene Motorgondel

L30 wurde am 17. November 1917 in Seerappen außer Dienst gestellt und in seiner Halle aufgehängt. Im Jahr 1920 wurde er zerlegt als Reparation an Belgien ausgeliefert und verschrottet. Eine Motorgondel sowie weitere Teile sind im Königlichen Armeemuseum in Brüssel ausgestellt.

## Technische Daten
- Traggasvolumen: 55.200 m³ in 19 Gaszellen
- Länge: 198 m
- Größter Durchmesser: 23,9 m
- Antrieb: sechs Maybach-Motoren zu 240 PS (177 kW)
- Höchstgeschwindigkeit: etwa 100–105 km/h
- Nutzlast: 32.500 kg
- Bombenlast: 3500–5000 kg
- Bewaffnung: zehn Maschinengewehre
- Indienststellung: Juni 1916